# Power Pivot
Power Pivot ist eine Funktion der Tabellenkalkulationssoftware Microsoft Excel und seit der Version 2010 verfügbar. Power Pivot soll Benutzern die Möglichkeit geben, große Datenmengen eigenständig auszuwerten. Power Pivot gehört damit zu den sogenannten „Self Service BI“-Produkten.

## Historie
Power Pivot wurde als zusätzlich installierbares Add-in für Excel 2010 eingeführt. Seit der Excel-Version 2013 wird Power Pivot mit Excel automatisch installiert.

## Technik
Das Add-in integriert den Microsoft SQL Server Analysis Service (SSAS) in den lokal gestarteten Excel-Prozess des Benutzers. Dadurch ist es möglich, große Datenmengen zu analysieren. Datenauswertungen in Excel-Arbeitsmappen sind auf 1 Million Zeilen beschränkt. Power Pivot nutzt das im SSAS eingeführte Tabular Model.
Power Pivot nutzt die SSAS Vertipaq Engine, um Daten auszuwerten. Alle Daten werden im Hauptspeicher gehalten. In der noch weit verbreiteten 32-bit-Variante von Office stößt Power Pivot technisch bei 2 GB Hauptspeicher-Nutzung an seine Grenzen. Bei einer 64-bit-Installation gilt diese Einschränkung nicht mehr.

## Data Analysis Expressions
Als Abfragesprache wurde mit Power Pivot DAX eingeführt. DAX steht für Data Analysis Expressions. Die Sprache unterstützt den Benutzer, komplexe Abfragen auf dem Datenmodell auszuführen, um komplexe Auswertungen durchzuführen, wie
- Periodenvergleiche
- Segmentanalysen
- ABC-Analysen.

Die Excel-ähnliche Syntax soll die Einstiegshürde für versierte Excel-Benutzer möglichst niedrig halten.

## Get & Transform (Power Query)
Get & Transform wurde mit Excel 2013 eingeführt – noch unter dem Namen Power Query. Seit der Version 2016 ist Power Query in Excel integriert. Mit Excel 2016 wurde Power Query in Get & Transform umbenannt. Menüfunktionen, Hilfetexte und Webseiten (auch von Herstellerseite) sind bei der Verwendung der Namen Power Query und Get & Transform nicht konsistent.
Mit Get & Transform können Benutzer aus vielen verschiedenen Quellen Daten in das Power-Pivot-Datenmodell laden. Get & Transform bietet dem Benutzer eine graphische Oberfläche für vielfältige Transformationen der Daten beim Laden aus der jeweiligen Quelle. Beispiele für Transformationen sind: 
- Ersetzungen
- Ergänzungen
- Filterungen
- Kombinationen mit anderen Daten.

Mit Get & Transform wurde die funktionale Skriptsprache M eingeführt. Alle graphischen Transformationen werden intern in M formuliert und abgelegt. Mit dem Erweiterten Editor in Power Query kann der Benutzer direkt in das Skript eingreifen.

## Entwicklung von Power BI
Power Pivot wurde in Excel integriert, um insbesondere versierten Excel-Benutzern, die bereits größere Datenauswertungen erstellen, eine gute Alternative zu bieten. Seit 2013 gibt es das Schwestersystem Power BI, das auf der gleichen Grundlage Daten analysieren kann. Das lokale System Power BI Desktop arbeitet eigenständig ohne Excel-Integration und bringt eigene Visualisierungen mit. Die Ergebnisse von Power BI Desktop können in der Office365-Cloud veröffentlicht werden, um die Analysen Mitarbeitern im selben Unternehmen zur Verfügung zu stellen. Microsoft stellt eine kostenfreie Version zur Verfügung.